# Liste der Monuments historiques in Channes
Die Liste der Monuments historiques in Channes führt die Monuments historiques in der französischen Gemeinde Channes auf.

## Liste der Objekte
| Bezeichnung     | Beschreibung | Standort                                   | Kennzeichnung | Schutzstatus | Datum | Bild |
| --------------- | --- | ------------------------------------------ | ------------- | ------------ | ----- | ---- |
| Hauptaltar      | Altartisch, Retabel und Tabernakel; Holz, farbig gefasst, versilbert und vergoldet, Ende des 17. Jahrhunderts; zugehörig PM10003080 | in der Kirche Nativité-de-la-Vierge (Lage) | PM10000420    | Classé       | 1970  |      |
| Wandvertäfelung | Holz, Ende des 17. Jahrhunderts | in der Kirche Nativité-de-la-Vierge (Lage) | PM10003080    | Classé       | 1970  |      |